# 翁切什蒂鄉 (巴克烏縣)
46°28′44″N 27°15′34″E / 46.4790°N 27.2595°E
翁切什蒂鄉（羅馬尼亞語：Comuna Oncești, Bacău），是羅馬尼亞的鄉份，位於該國東北部，由巴克烏縣負責管轄，面積30平方公里，海拔高度157米，2007年人口1,781，人口密度每平方公里60人。